# Katedrála Nanebevzetí Panny Marie (Rožňava)
Katedrála Nanebevzetí Panny Marie je katedrála v Rožňavě a sídlo Rožňavské diecéze.
Původně gotický farský kostel byl dokončen v roce 1304. Na přelomu 15. a 16. století, když se stal kostel katedrálou byla provedena rozsáhlá přestavba. Z tohoto období pochází většina vnitřního vybavení, z gotického období se zachovalo jedině gotické pastofórium a západní empora. Během 16. a 17. století kostel střídavě vlastnili katolíci a evangelíci. Další úpravy proběhli v neogotickém stylu.

Se zřízením biskupského sídla v Rožňavě se kostel stal katedrálním. Následně byly provedeny rozsáhlé úpravy interiéru. V roce 1836 byla jižní boční loď upravená na Kapli svatého Neita, jehož relikvie sem byly přineseny z Říma. Kostel byl původně bez věže, která byla přistavěna v 19. století. Je samostatně stojící zvonicí, která je typickou ukázkou takzvaného gemerského klasicismu.

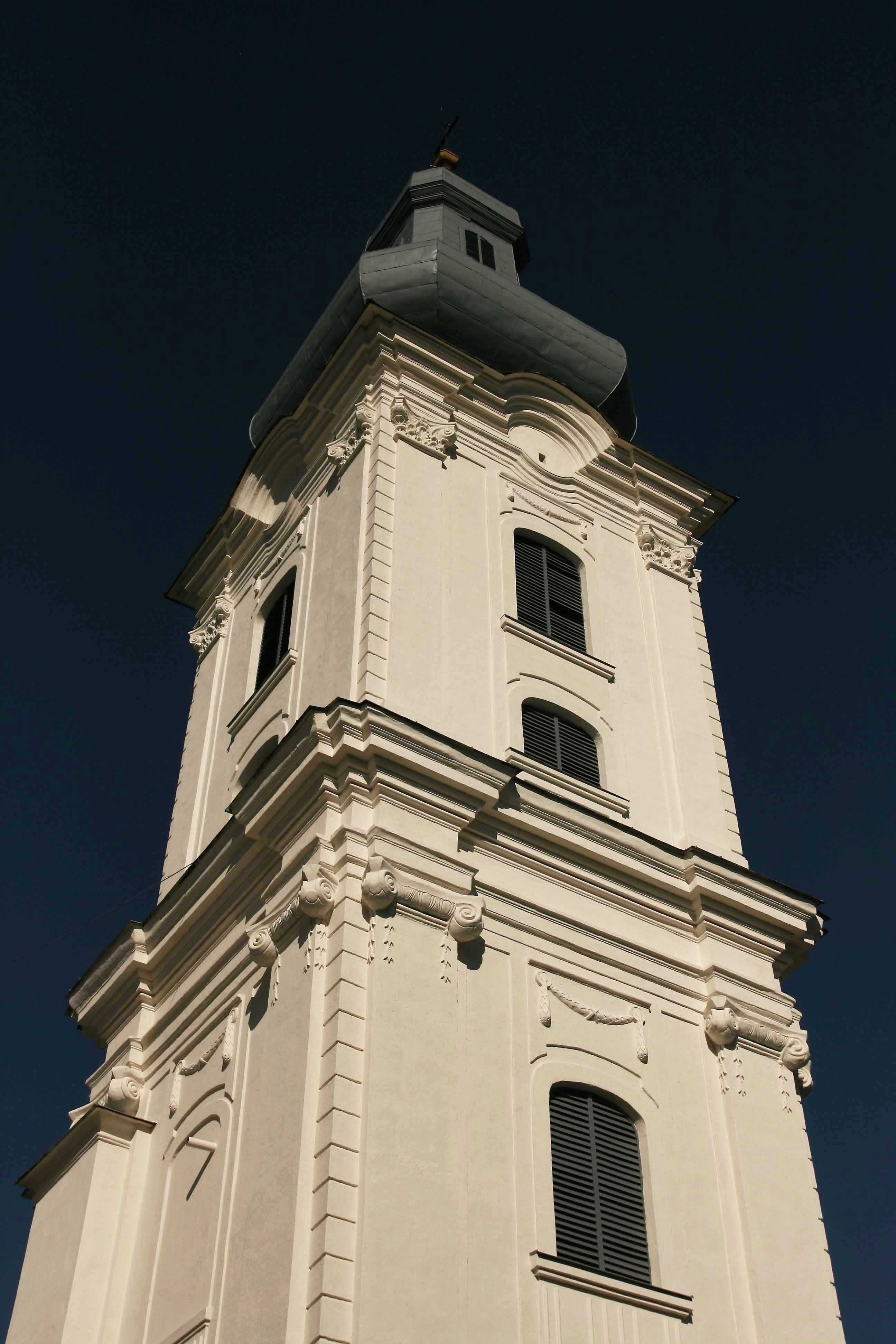
Klasicistická věž
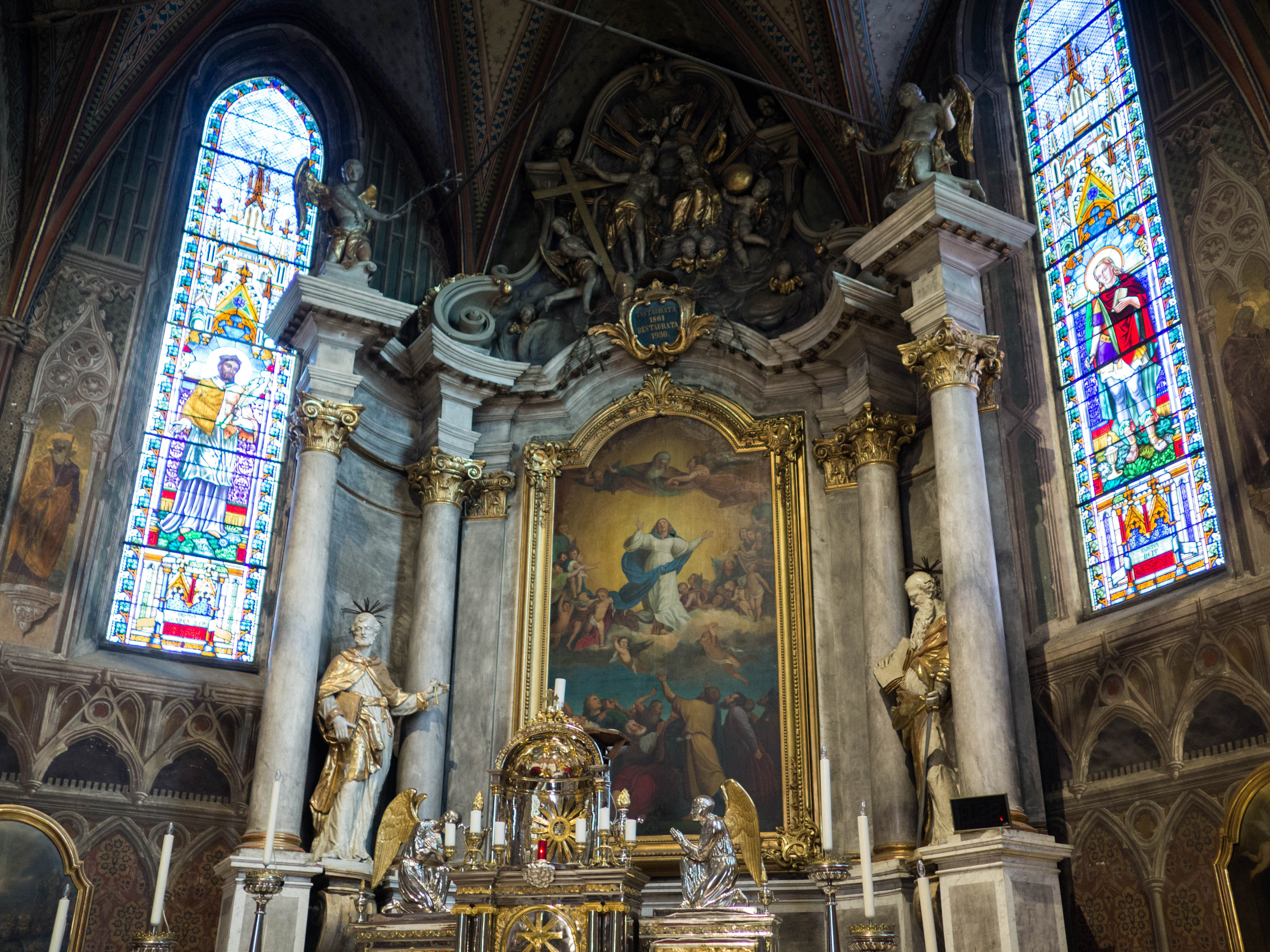
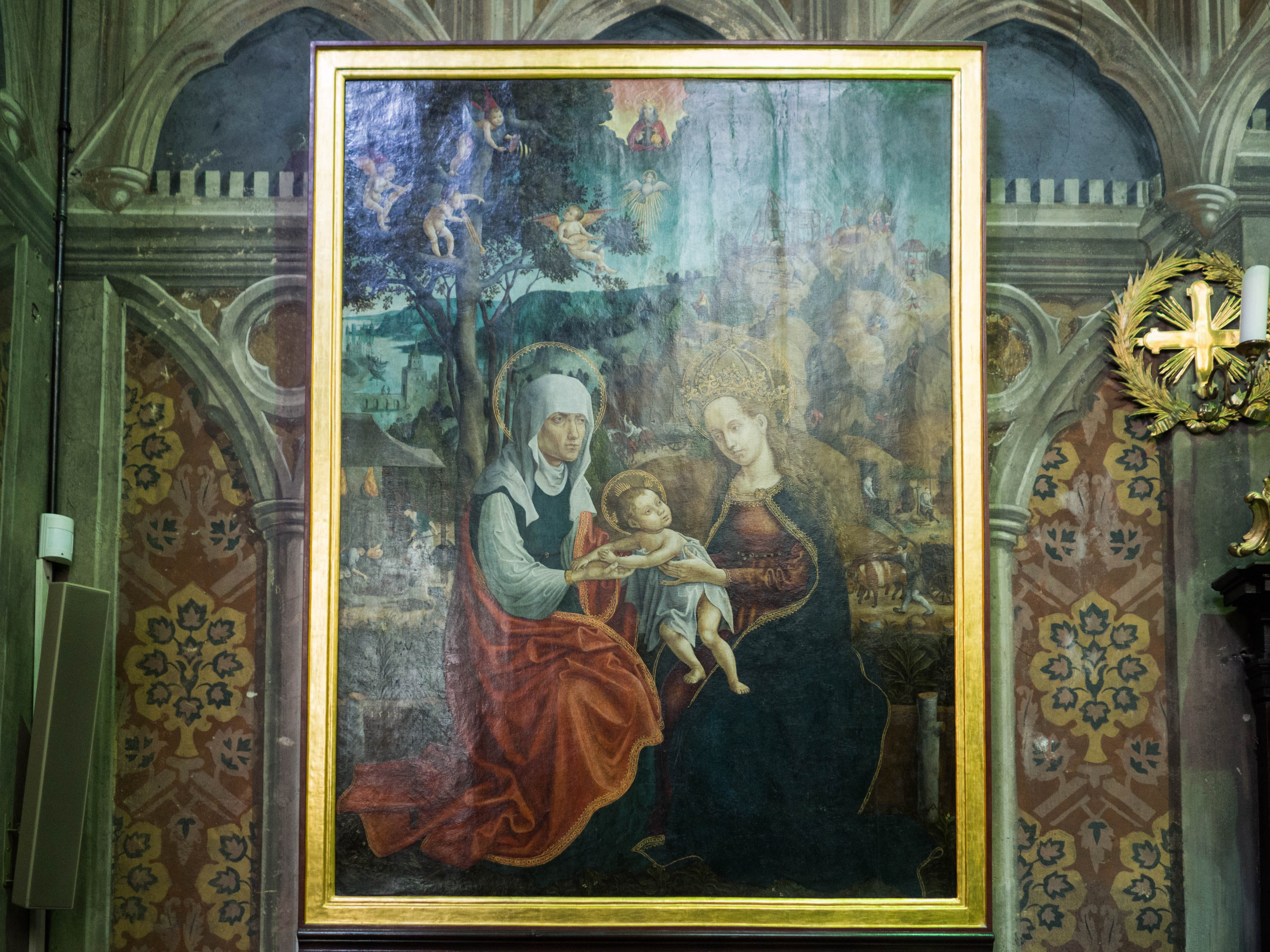
Rožňavská meterce
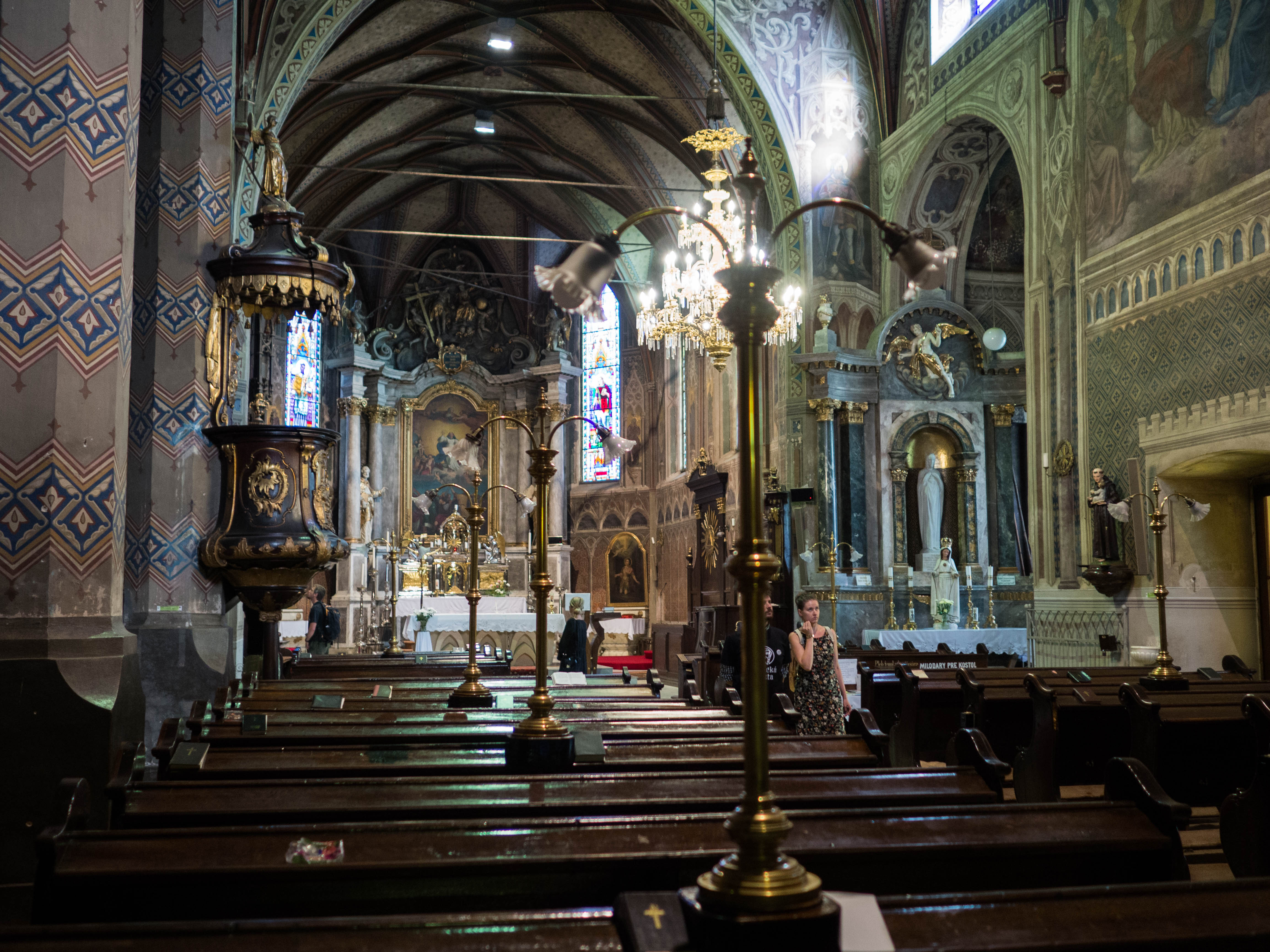
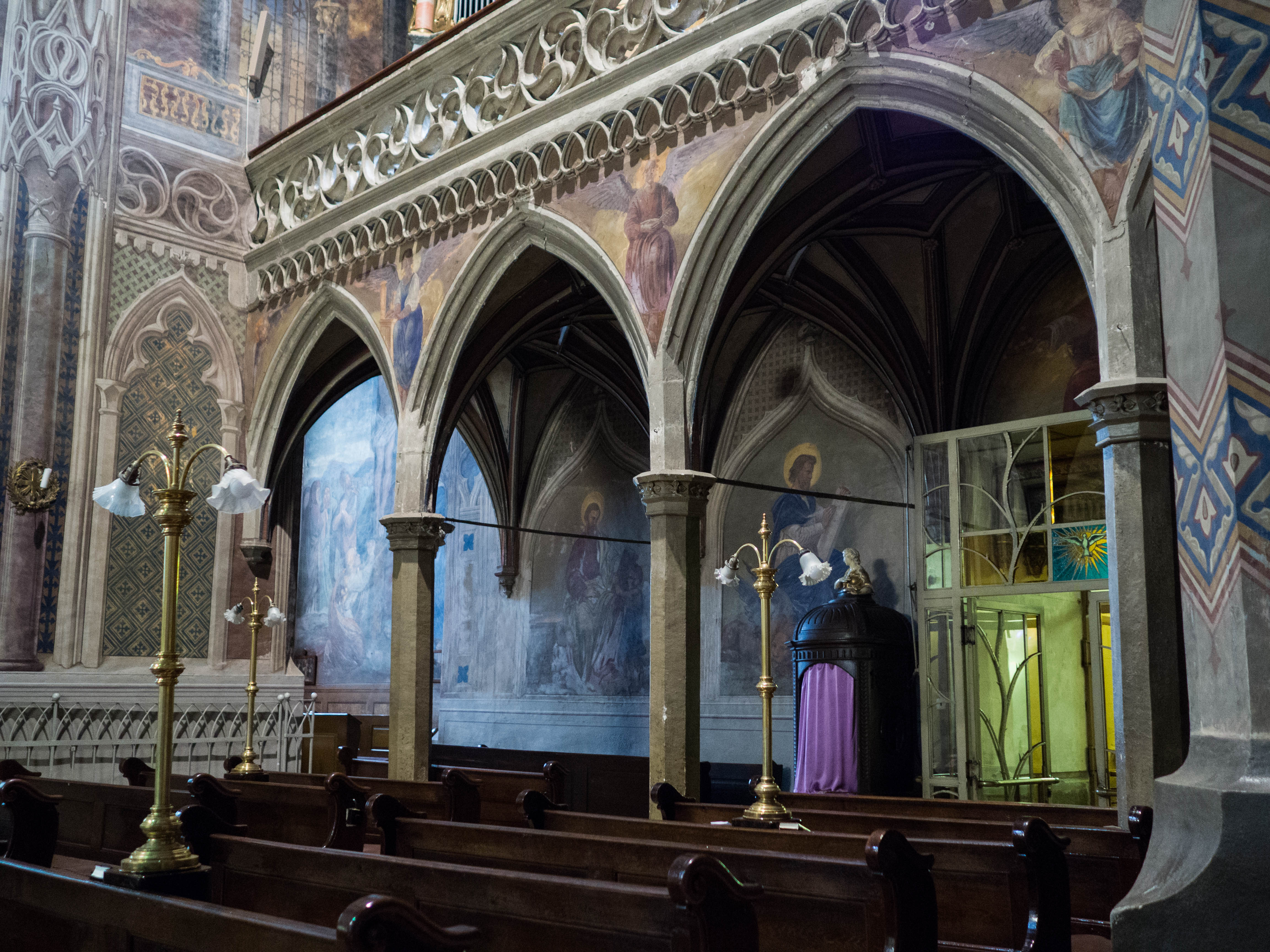

## Rožňavská meterce
V interiéru kostela se nachází tabulová pozdněgotická malba, která zobrazuje sv. Annu s Márií a Ježíškem. Kult svaté Anny jako ochránkyně horníků pochází z Německa a svědčí o působení a životě Němců v regionu. Obraz je zajímavý tím, že na pozadí zobrazuje dobový způsob získávání a zpracování rud v oblasti.

## Zvony
V klasicistické zvonici vedle katedrály se nacházejí 3 zvony.
| Zvon             | Průměr | Váha    | Ladění | Rok  | zvonař                            |
| ---------------- | ------ | ------- | ------ | ---- | --------------------------------- |
| 1. Panna Maria   | 163 cm | 2800 kg | h / 0  | 1876 | Ignác Hilzer, Vídeňská Nové Město |
| 2. Jan Nepomucký | 140 cm | 1500 kg | d / 1  | 1928 | Buchner, Košice                   |
| 3. Jozef         | 90 cm  | 500 kg  | as / 1 | 1928 | Buchner, Košice                   |

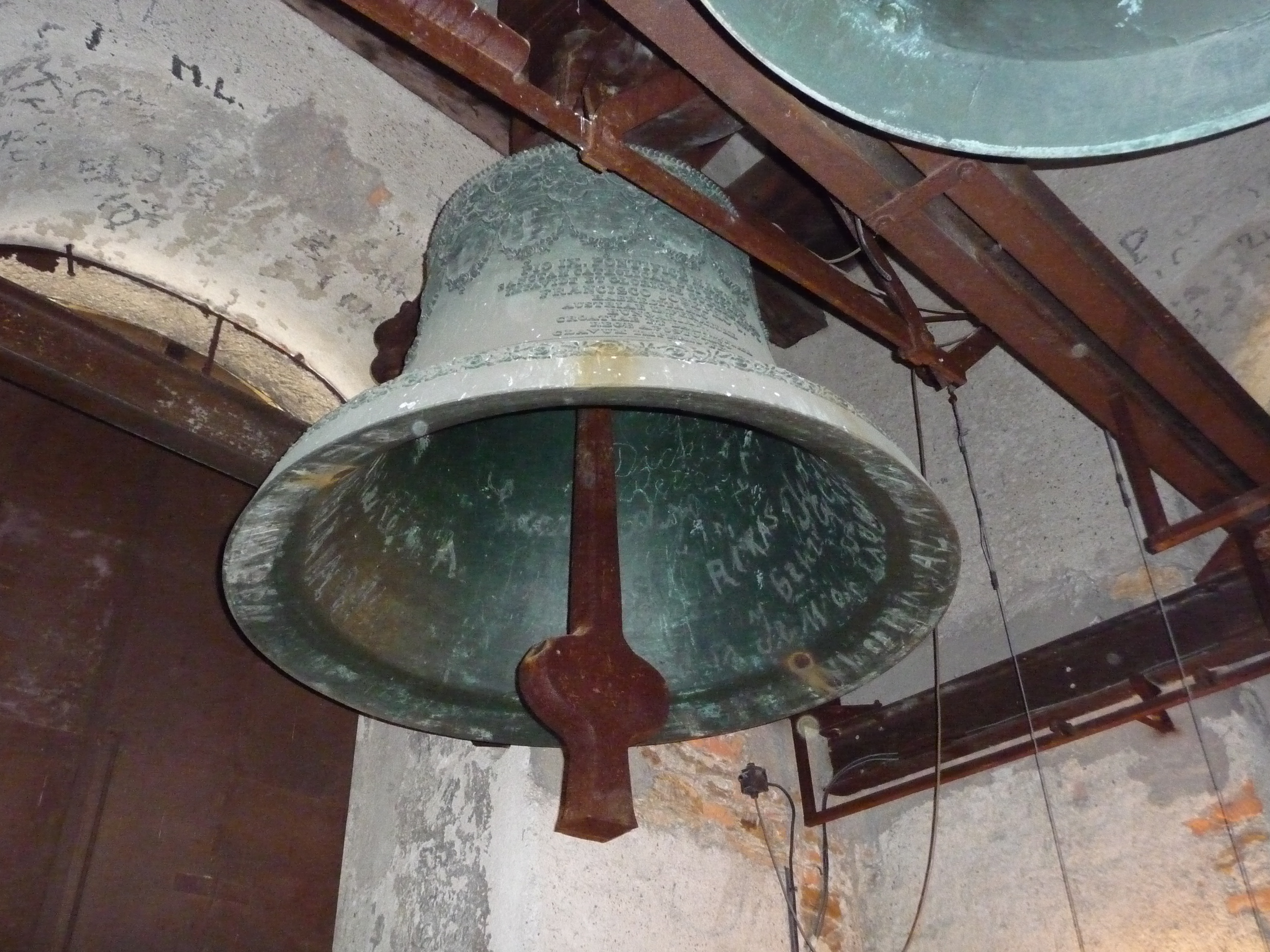
Zvon Panna Mária
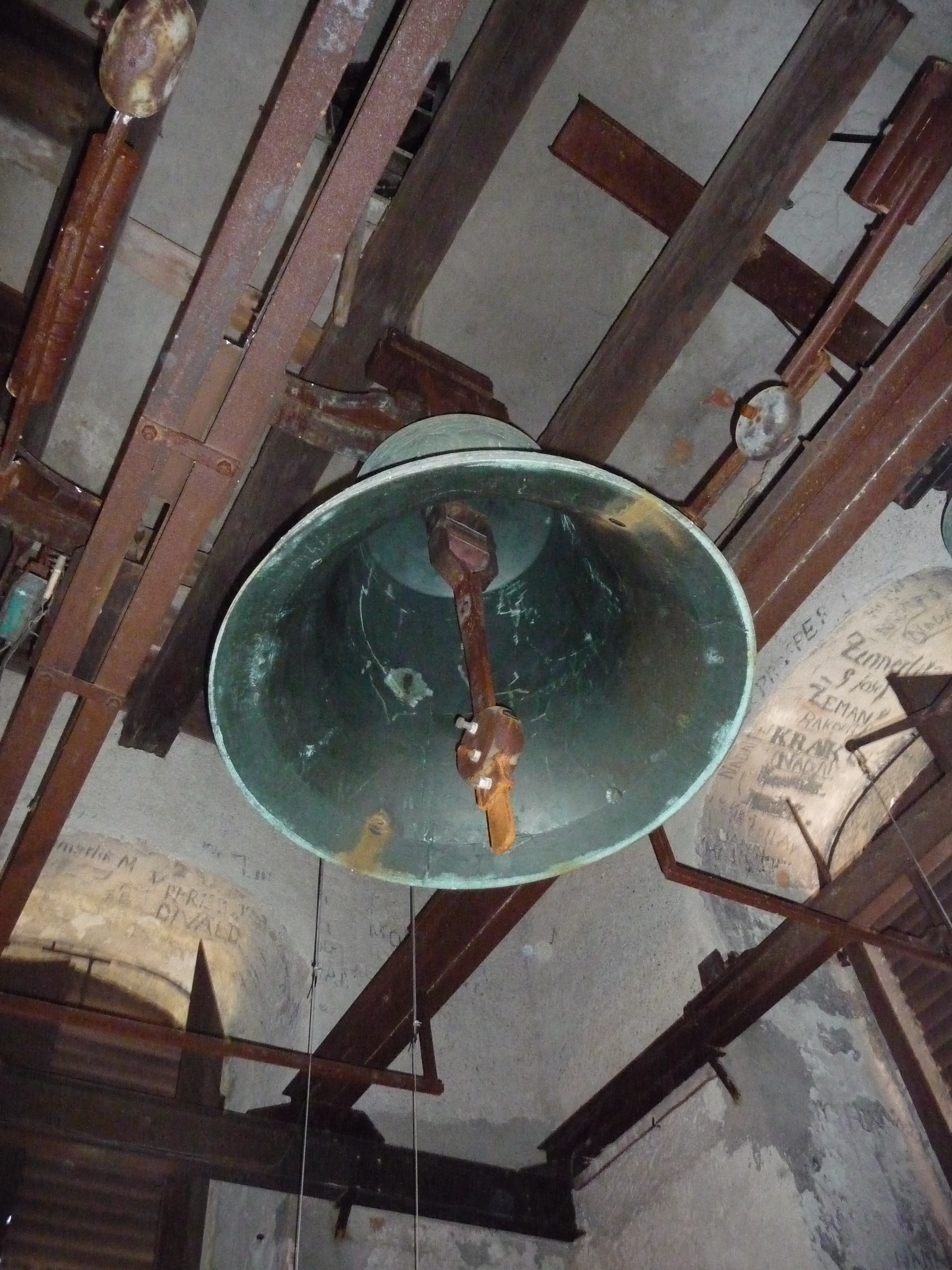
Zvon Ján Nepomucký
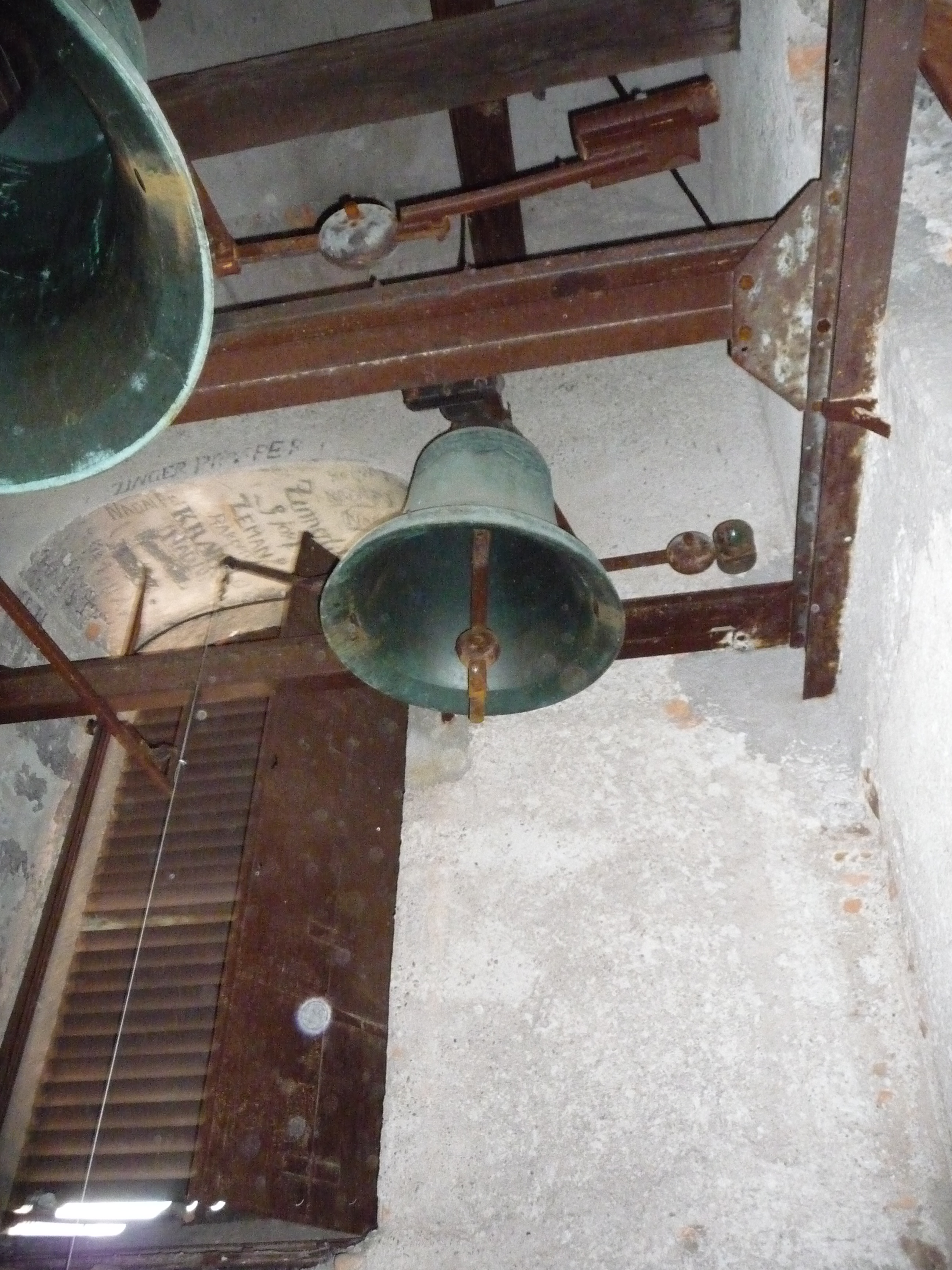
Zvon Jozef
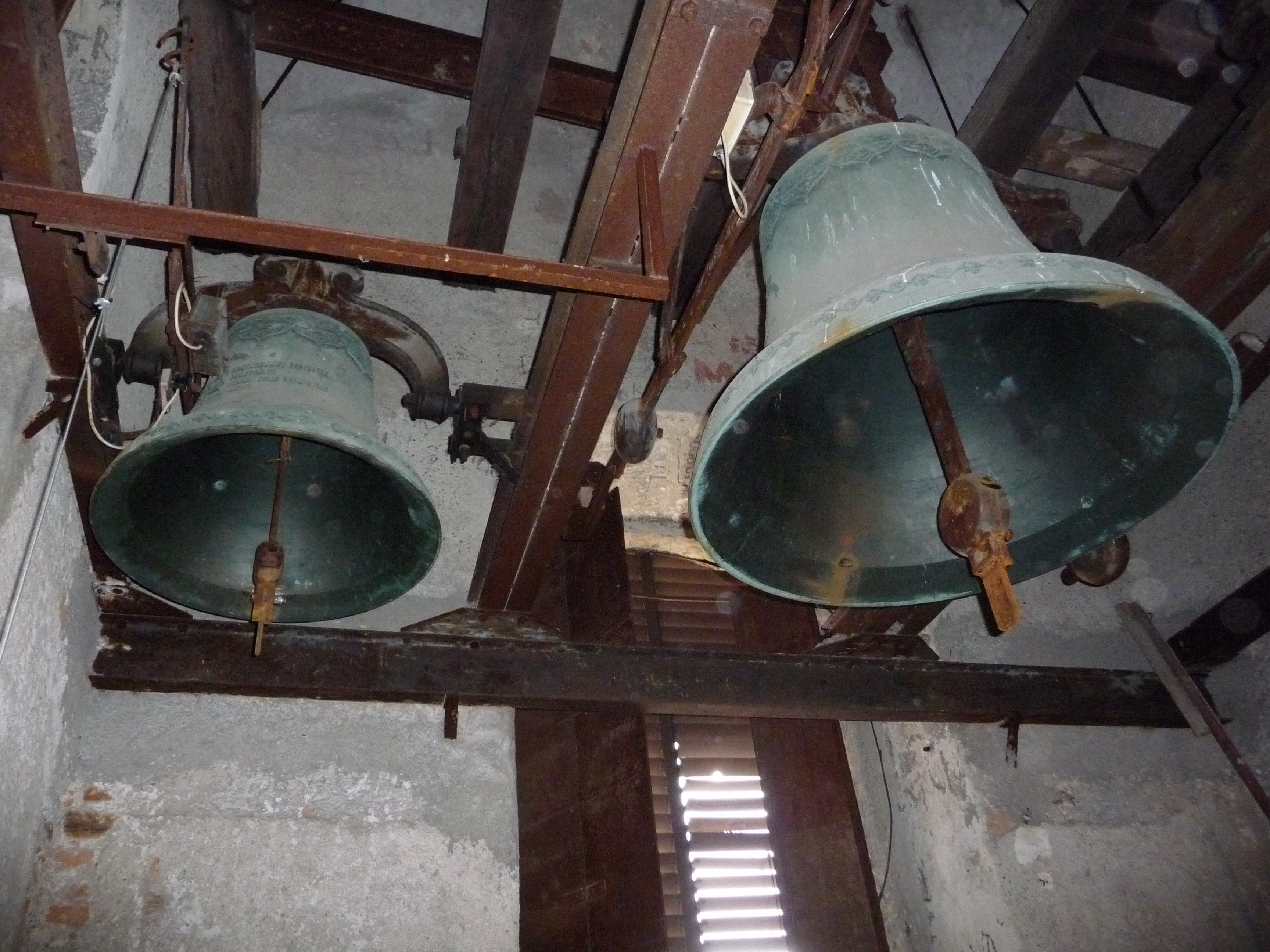
Zvony Ján a Jozef